# Corydalis stricta
Corydalis stricta là một loài thực vật có hoa trong họ Anh túc. Loài này được Steph. ex DC. mô tả khoa học đầu tiên năm 1821.